# ロベルト・ロセッティ
ロベルト・ロセッティ（Roberto Rosetti, 1967年9月18日 - ）は、イタリア、ペチェット・トリネーゼ出身のサッカー審判員である。
イタリア語、英語、フランス語を話すことができる。対話型の審判として知られ、試合の序盤では笛を吹くたびに選手に声をかけて判断基準を示す。イタリア北部のクラブであるインテル、ACミランに甘いとして、中部のクラブであるASローマやフィオレンティーナのファンから批判されることがある。

## 経歴
セリエC、セリエBの審判を経て、1998年4月19日にナポリ対サンプドリア戦でセリエAデビュー。2006年から2009年まで4年連続でセリエA最優秀審判賞を受賞している。受賞回数はピエルルイジ・コリーナの7回に次いで2位である。
2002年1月11日にチュニジア対カメルーン戦で国際大会デビューし、その後FIFAコンフェデレーションズカップ、FIFAワールドカップ、UEFAチャンピオンズリーグ、UEFA欧州選手権、FIFAクラブワールドカップなど数多くの国際大会で主審を務めている。
2009年には、ベルギーで製作されたドキュメンタリー映画、「レフェリー　知られざるサッカーの舞台裏」に出演した。
2010 FIFAワールドカップ、決勝トーナメント1回戦、アルゼンチン対メキシコ戦でオフサイドであったカルロス・テベスのゴールを認める誤審をしてしまい、FIFAのゼップ・ブラッター会長がメキシコに陳謝することとなった。帰国の途についた彼はその後現役を引退しセリエBで後進の指導にあたることを明らかにしている。

## 2006 FIFAワールドカップ
ドイツW杯では、グループリーグ3試合と決勝トーナメント1試合で笛を吹いた。
- グループリーグ: パラグアイ vs トリニダード・トバゴ
- グループリーグ: アルゼンチン vs セルビア・モンテネグロ
- グループリーグ: メキシコ vs イラン
- 決勝トーナメント1回戦: フランス vs スペイン

## UEFA欧州選手権2008
UEFA欧州選手権2008では、グループリーグ2試合と決勝トーナメント2試合で笛を吹いた。
- グループA: スイス vs チェコ
- グループD: ギリシャ vs ロシア
- 準々決勝: クロアチア vs トルコ
- 決勝: ドイツ vs スペイン

## 2010 FIFAワールドカップ
南アフリカW杯では、グループリーグ1試合と決勝トーナメント1試合で笛を吹いた。
- グループリーグ： ガーナ VS オーストラリア
- 決勝トーナメント1回戦：アルゼンチン VS メキシコ